# Insula Wight
Insula Wight este o insulă britanică situată în sudul Marii Britanii. Din punct de vedere administrativ este un comitat ceremonial al Angliei.

## Orașe
- Brading
- Cowes
- Newport
- Ryde
- Sandown
- Shanklin
- Ventnor
- Yarmouth

1. ↑  BSIe1 / Vait[*] Verificați valoarea |titlelink= (ajutor)
2. ↑   https://ons.maps.arcgis.com/home/item.html?id=a79de233ad254a6d9f76298e666abb2b Lipsește sau este vid: |title= (ajutor)